# 卡里哈蒂乌帕齐拉
卡里哈蒂是孟加拉国达卡专区坦盖尔县的一个乌帕齐拉。

## 地理
該地位於贾木纳河東岸，北臨布亚布尔乌帕齐拉與加台尔乌帕齐拉，南接坦盖尔沙达尔乌帕齐拉與巴赛尔乌帕齐拉，東面毗鄰萨基布尔乌帕齐拉。

## 人口
據2011年孟加拉國人口普查，卡里哈蒂共有戶數65035戶、人口410293；其中男性佔比51.55%，女性48.45%。該地7歲以上人口之平均識字率為42.9%。